# Cathédrale Sainte-Nédélia de Sofia
 (mars 2024).
Si vous disposez d'ouvrages ou d'articles de référence ou si vous connaissez des sites web de qualité traitant du thème abordé ici, merci de compléter l'article en donnant les références utiles à sa vérifiabilité et en les liant à la section « Notes et références ».
Cette  cathédrale ne doit pas être confondue avec une autre cathédrale de Sofia.
La cathédrale Sainte-Nédélia (en bulgare : Света Неделя) de Sofia est une des cathédrales de l’Église orthodoxe bulgare, placée sous l’autorité directe de l’évêché de Sofia.

## Contexte
Datant probablement du Xe siècle, Sainte-Nédélia est à l'origine une église construite en pierre et en bois qui a beaucoup souffert au fil des siècles, et a été détruite et reconstruite de nombreuses fois.
Mentionnée pour la première fois par le voyageur allemand Stefan Gerlach en 1578, l’église devient au XVIIIe siècle, la résidence d’un évêque. Elle conserve depuis les environs de 1460, les restes du saint roi serbe Étienne VI Miloutine, ce qui lui vaut d’être renommée à la fin du XIXe siècle : église du Saint-Roi (Свети-Крал), nom qu’elle porte jusqu’au début du XXe siècle.
Le 25 avril 1856, l'église est complément rasée pour laisser place à un plus grand édifice.

## Historique de la cathédrale
Le 25 avril 1856, l'église qui existait est rasée pour qu'un grand édifice voit le jour. Ce sera une cathédrale mesurant 35,5 mètres de long et 19 mètres de large. Les travaux commencent au printemps de la même année, mais un tremblement de terre en 1858 prolonge les travaux jusqu’en 1863. La nouvelle cathédrale est officiellement inaugurée le 11 mai 1867 en présence de 20 000 personnes.
La cathédrale est rénovée en 1898 et de nouveaux dômes sont ajoutés. L’exarque de l’Église orientale bulgare, Joseph Ier de Bulgarie (en), est enterré dans cette cathédrale en 1915.
Le 16 avril 1925, la cathédrale est ravagée par un attentat à la bombe qui tue 128 personnes. La reconstruction ne commence qu’en été 1927 et se termine au printemps 1933 ; elle est de nouveau inaugurée le 7 avril 1933. Cette fois-ci, elle mesure 30 mètres de longueur, 15,5 mètres de largeur et comporte un dôme central de 31 mètres de haut. L’iconostase dorée, qui a survécu à l’attentat, a été rendue à la cathédrale.
Les décorations murales ont été réalisées par une équipe menée par Nikolay Rostovtsev, entre 1971 et 1973. Puis, entre 1992 et 1994, le plancher a été rénové et la colonnade du nord vernie. En 2000, la façade a été ravalée ; et en 2002, un système électronique a été installé pour sonner automatiquement les onze cloches.

## Galerie

Cathédrale Sainte-Nédélia
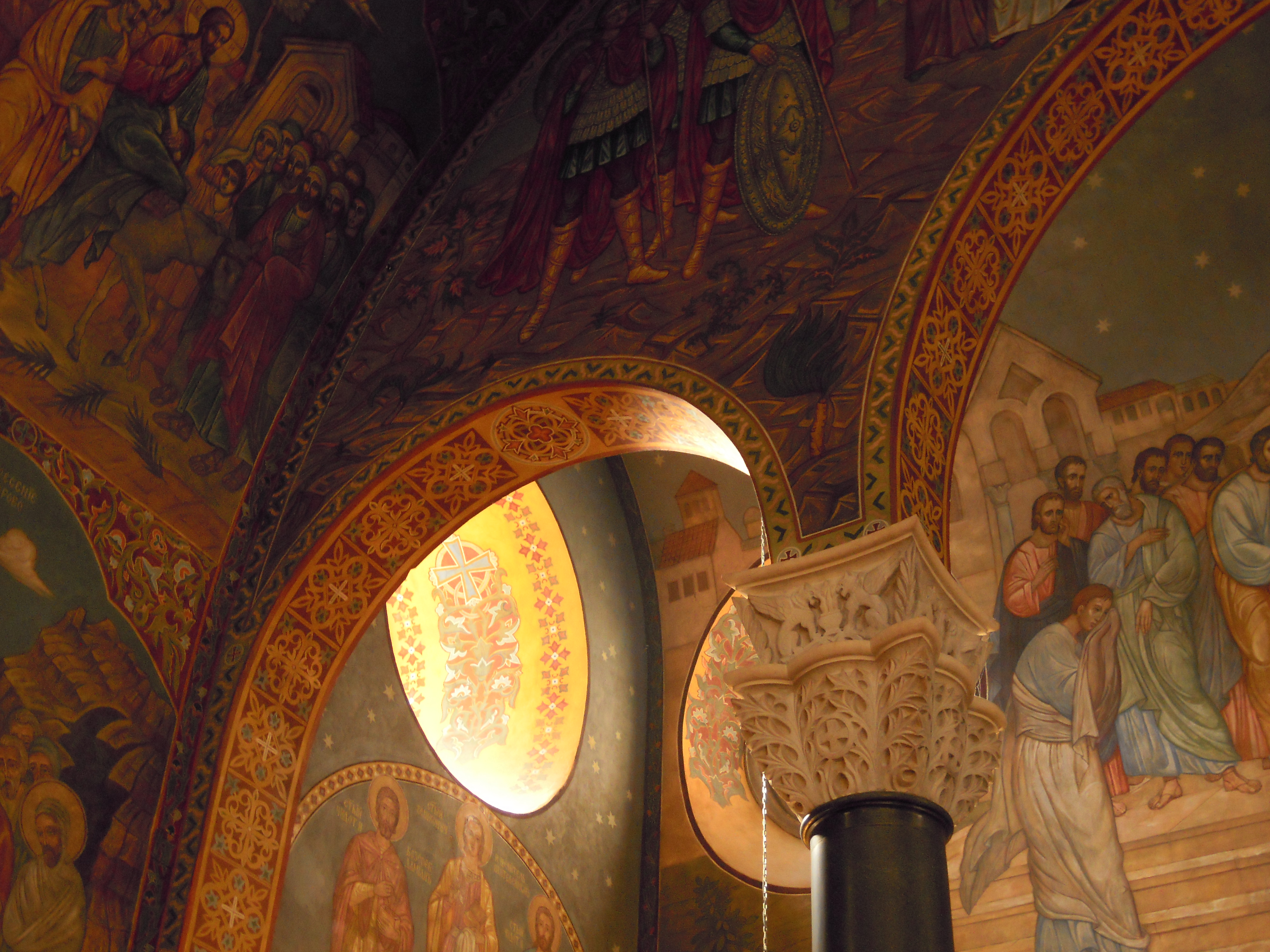
Intérieur de la cathédrale.